# Ťi-an
Ťi-an (čínsky pchin-jinem Jí'ān, znaky 吉安) je městská prefektura v Čínské lidové republice, kde patří do provincie Ťiang-si. Má celkovou rozlohu 25 283 čtverečních kilometrů, v roce 2010 měla necelých pět milionů obyvatel a 4,5 milionu v roce 2020.

## Administrativní členění
Ťi-an se člení na třináct celků okresní úrovně, a sice dva městské obvody, jeden městský okres a deset okresů.
| Ťi-čou Čching-jüan městský okres · Ťing-kang-šan okres · Ťi-an okres · Ťi-šuej okres · Sia-ťiang okres · Sin-kan okres · Jung-feng okres · Tchaj-che okres · Suej-čchuan okres · Wan-an okres · An-fu okres · Jung-sin |          |                       |                    |                                  |
| Název | Název    | Počet obyvatel (2020) | Rozloha km² (2020) | Hustota zalidnění (obyv. na km²) |
| český přepis | znaky    | Počet obyvatel (2020) | Rozloha km² (2020) | Hustota zalidnění (obyv. na km²) |
| Městské obvody |          |                       |                    |                                  |
| Ťi-čou | 吉州区   | 402 669               | 425                | 949                              |
| Čching-jüan | 青原区   | 240 730               | 916                | 263                              |
| Městský okres |          |                       |                    |                                  |
| Ťing-kang-šan | 井冈山市 | 155 976               | 1 447              | 109                              |
| Okresy |          |                       |                    |                                  |
| Ťi-an | 吉安县   | 469 513               | 2 122              | 221                              |
| Ťi-šuej | 吉水县   | 421 849               | 2 506              | 168                              |
| Sia-ťiang | 峡江县   | 149 954               | 1 298              | 116                              |
| Sin-kan | 新干县   | 286 077               | 1 245              | 230                              |
| Jung-feng | 永丰县   | 388 464               | 2 710              | 143                              |
| Tchaj-che | 泰和县   | 467 807               | 2 5010             | 187                              |
| Suej-čchuan | 遂川县   | 512 109               | 3 101              | 165                              |
| Wan-an | 万安县   | 250 991               | 2 038              | 123                              |
| An-fu | 安福县   | 329 053               | 2 793              | 118                              |
| Jung-sin | 永新县   | 393 984               | 2 181              | 181                              |
| |          |                       |                    |                                  |
| Celkem | Celkem   | 4 469 176             | 25 283             | 177                              |